# Nemoria approximaria
Nemoria approximaria är en fjärilsart som beskrevs av Alpheus Spring Packard 1873. Nemoria approximaria ingår i släktet Nemoria och familjen mätare. Inga underarter finns listade i Catalogue of Life.